# 封开臭蛙
封开臭蛙（学名：Odorrana fengkaiensis），一种分布于中华人民共和国华南地区及越南等地的两栖动物，隶属于蛙科臭蛙属。模式产地为中国广东省封开县黑石顶自然保护区。其种加词“fengkaiensis”意为“广东肇庆封开的”。
2021年，有研究人员认为越南分布的封开臭蛙应该是海南臭蛙（Odorrana hainanensis）。

## 形态特征
封开臭蛙雄蛙体长37.4～51.8毫米，雌蛙体长77.8～111.9毫米。身体背部皮肤粗糙，呈棕色，杂以大的深棕色斑和绿色网纹；体侧上部棕色，下部亮黄色并带有大的黑色斑点；四肢背面具有黑色横纹；身体腹面光滑，为白色或微黄，胸部和咽部夹杂着浅棕色的斑。